# Nuoto di fondo ai campionati europei di nuoto 2014 - 10 km femminili
La gara dei 10 km in acque libere femminile si è svolta il pomeriggio del 13 agosto 2014 e vi hanno partecipato 30 atlete.

## Medaglie
| Posizione | Atleti                | Paese       |
| --------- | --------------------- | ----------- |
| Oro       | Sharon van Rouwendaal | Paesi Bassi |
| Argento   | Éva Risztov           | Ungheria    |
| Bronzo    | Aurora Ponselé        | Italia      |

## Risultati
| Pos. | Atleta                  | Nazionalità | Tempo     |
| ---- | ----------------------- | ----------- | --------- |
|      | Sharon van Rouwendaal   | Paesi Bassi | 1:56:06.9 |
|      | Éva Risztov             | Ungheria    | 1:56:08.0 |
|      | Aurora Ponselé          | Italia      | 1:56:08.5 |
| 4    | Aurélie Muller          | Francia     | 1:56:09.2 |
| 5    | Anna Olasz              | Ungheria    | 1:56:10.7 |
| 6    | Rachele Bruni           | Italia      | 1:56:11.9 |
| 7    | Erika Villaécija García | Spagna      | 1:56:14.7 |
| 8    | Kalliopi Araouzou       | Grecia      | 1:56:16.1 |
| 9    | Coralie Codevelle       | Francia     | 1:56:18.3 |
| 10   | Martina Grimaldi        | Italia      | 1:56:21.9 |
| 11   | Anastasiia Krapivina    | Russia      | 2:00:36.8 |
| 12   | Elizaveta Gorshkova     | Russia      | 2:00:39.0 |
| 13   | Angela Maurer           | Germania    | 2:00:40.4 |
| 14   | Finnia Wunram           | Germania    | 2:00:41.2 |
| 15   | Nikolett Szilágyi       | Ungheria    | 2:00:45.8 |
| 16   | Angelica Andre          | Portogallo  | 2:00:47.6 |
| 17   | Svenja Zihsler          | Germania    | 2:00:48.6 |
| 18   | Margarita Domínguez     | Spagna      | 2:00:53.1 |
| 19   | Anastasia Azarova       | Russia      | 2:02:02.8 |
| 20   | Luisa Mar Morales       | Spagna      | 2:02:52.8 |
| 21   | Danielle Huskisson      | Regno Unito | 2:03:01.9 |
| 22   | Karla Šitić             | Croazia     | 2:03:03.4 |
| 23   | Morgane Rothon          | Francia     | 2:03:57.7 |
| 24   | Silvie Rybářová         | Rep. Ceca   | 2:03:57.5 |
| 25   | Kseniya Skrypel         | Ucraina     | 2:04:02.6 |
| 26   | Lauren Walton           | Regno Unito | 2:04:55.6 |
| 27   | Barbora Picková         | Rep. Ceca   | 2:06:55.4 |
| 28   | Lenka Štěrbová          | Rep. Ceca   | 2:10:49.4 |
| —    | Joanna Zachoszcz        | Polonia     | DNF       |
| —    | Natalia Charłos         | Polonia     | DNF       |